# Wye
Wye (anglicky River Wye, velšsky Afon Gwy) je řeka v Anglii a Walesu, s délkou 215 kilometrů pátá nejdelší řeka Spojeného království. Část jejího toku v délce 26 kilometrů mezi Redbrookem a Chepstowem určuje hranici mezi Anglií a Walesem.
Wye je řazena mezi Site of Special Scientific Interest (místa zvláštního vědeckého zájmu) a Special Area of Conversation (zvláštní oblasti ochrany) a tedy patří mezi obzvláště chráněné oblasti Spojeného království. Větší část dolního údolí Wye má statut Area of Outstanding Natural Beauty (oblasti neobyčejné přírodní krásy). Míra znečištění je poměrně nízká a řeka tak patří mezi tradiční dobrá místa pro rybolov.

## Jméno
V době nadvlády Říma v Británii používali Římané pro Wye jméno Vaga, odvozené od vagus, vandrák. Moderní velšské jméno Gwy je možná odvozeno od starovelškých Gwybiol nebo Gwyr.

## Průběh toku

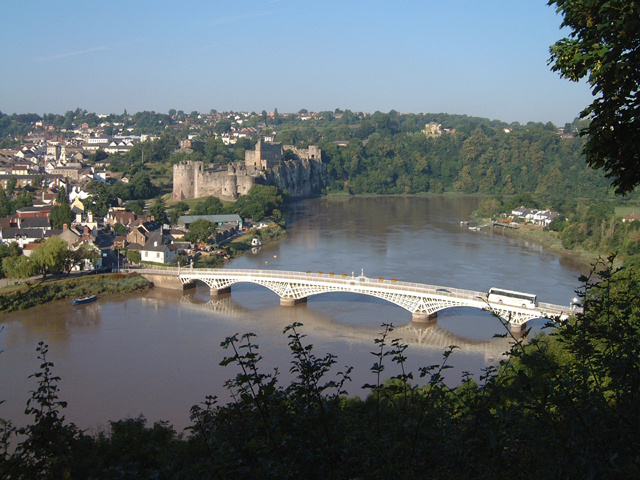
Wye v Chepstowu; most spojuje Herefordshire a Gloucestershire

Wye pramení ve velšských horách u Plynlimonu a teče skrz řadu měst a vesnic včetně Rhayaderu, Builth Wells, Hay-on-Wye, Herefordu, Ross-on-Wye, Symonds Yat, Monmouthu a Tinternu, aby se vlila do estuáru Severnu hned za Chepstowem. Má celkovou délku 215 kilometrů.
Mezi přítoky Wye patří Lugg, Elan, Dulas, Irfon, Marteg, Monnow, Trothy, Ithon, Llynfi, Tarennig a Bidno.

## Dějiny
Už Římané postavili přes Wye most z kamene a dřeva, stál kousek proti proudu od Chepstowu. Nejméně od 14. století je Wye splavná až k Monmouthu. Začátkem šedesátých let sedmnáctého století prodloužil sir William Sandys pomocí zdymadel kolem hrází splavnost o krátký úsek až k Herefordu. Provedení ovšem nebylo dost solidní a tak v roce 1696 parlament povolil hrabství Hereford skoupit a zrušit mlýny na Wye a Luggu. Byla odstraněna všechna zdymadla a hráze s výjimkou té pod Goodrichem, která přečkala až do roku 1815. Akce byla zaplacena daní v hrabství. V případě Wye byly odstraněny hráze až do Herefordshiru, díky čemuž se řeka stala splavnou až do Hay on Wye. Navíc byla v roce 1808 přistavěna koňská potahová stezka až do Herefordu; do té doby byly, stejně jako na Severnu, čluny taženy lidmi. Několikrát bylo investováno také do prací, které měly zlepšit splavnost Luggu v úseku od Leominsteru až k soutoku s Wye u Mordifordu, ale výsledek byl nevalný. Wye byla pro obchodní čluny udržována splavnou zhruba do padesátých let devatenáctého století, kdy ji v převozu materiálu nahradily železnice.

## Využití

### Rybaření
Wye patří v rámci Walesu k řekám s nejvyšším počtem chycených lososů (v roce 2009 ji překonala Dee v rámci Walesu a Tyne, Ribble, Wear, Lune a Eden v rámci Anglie).
V roce 1967 bylo ve Wye na udici uloveno 7864 lososů, v roce 1988 6401, v roce 2002 ale jen 357, je proto věnováno značné úsilí na snahy o zlepšení podmínek, aby se stavy lososů vrátily na historické hodnoty.

### Vodáctví

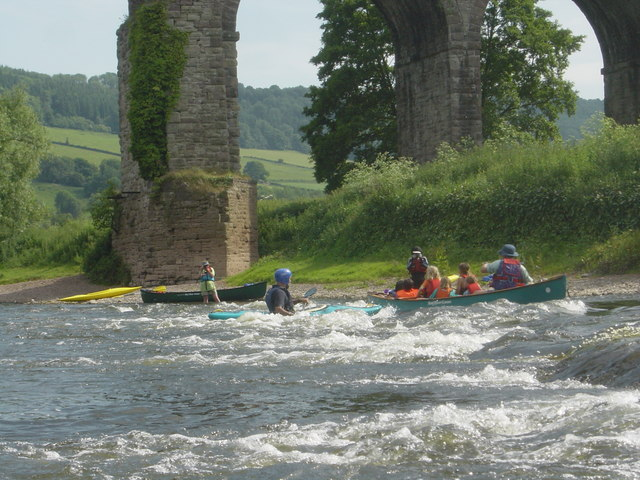
Peřejka těsně pod soutokem s Monnow

Wye je hojně využívána různými vodáky, kanoisty i kajakáři, neboť vzhledem k své délce nabízí úseky s rozmanitými podmínkami, klidné pasáže i peřeje. Od Blasbury-on-Wye přes Hay-on-Wye, Hereford a Monmouth až k ústí je volně přístupná a jsou zde tábořiště. Navigační autoritou na řece samotné je Environment Agency (Agentura pro životní prostředí), od Bigsweiru (kde končí příliv) níž už řeka spadá pod kontrolu Gloucester Harbour Trustees, která se stará o navigaci v okolí Gloucesterského přístavu.
Na řece je řada půjčoven lodí a také možnosti sjezdu s průvodcem. Nejznámější peřeje u Symonds Yat si v roce 2003 zakoupil Britský kanoistický svaz, aby je zachoval pro rekreační využití.
V Herefordu, Ross-on-Wye a Monmouthu jsou také veslařské kluby a v Ross-on-Wye a Monmouthu se každoročně pořádají regaty.